# 瑪莉絲卡·哈吉塔
瑪莉絲卡·哈吉塔 (英語：Mariska Hargitay；/məˈrɪʃkə ˈhɑːrɡɪteɪ/ mə-RISH-kə HAR-gi-tay；1964年1月23日—)，美國女演員，导演，监制，慈善家，最出名的作品是主演NBC電視劇《法網遊龍：特案組》裡的紐約市警探奧利維亞班森，這系列影集從1999年起製作播放了25季，為她贏得了多個獎項和提名，包括艾美獎和金球獎。她是健美运动员和演员米基·哈吉塔和好莱坞女明星和演员杰恩·曼斯菲尔德的女儿。

## 早期生活
哈吉塔出生于加利福尼亚州，是女演员50年代性感象征杰恩·曼斯菲尔德的女儿。她的父亲米基·哈吉塔 (Mickey Hargitay) 是匈牙利人，演员和前环球先生 (Mr. Universe)。她的名字取自她的匈牙利祖母。她的母亲于1963年向父亲提出离婚，并开始与意大利拉斯维加斯艺人Nelson Sardelli约会，但在哈吉塔出生前和Mickey复合。她的父母于1964年8月正式离婚。哈吉塔于2025年公开透露Sardelli是她的亲生父亲。
1967年6月29日，曼斯菲尔德在新奥尔良和密西西比州之间美国90号公路上发生车祸。当时三岁半的哈吉塔和两个哥哥,Miklós和Zoltán,坐在汽车后座。事故导致车顶被撕裂，曼斯菲尔德，律师男友Sam Brody和司机当场死亡。哈吉塔头上留下了一道伤疤。她的两个哥哥受了轻伤。由于这一事件，许多卡车改变了设计。母亲去世后，这三个兄弟姐妹由父亲米基和他的第三妻子Ellen Siano抚养长大。

## 演艺生涯
她出现在电视剧《急诊室的故事》和《宋飞传》中。她最出名的作品是主演1999年電視劇《法網遊龍：特案組》。哈吉塔是《法网游龙》系列中第一位获得艾美奖的演员。每集收入超过500,000美元，她成为收入最高的美国电视女演员之一。在2025年，福布斯将她评为全球收入最高的电视演员、第11高收入的演员和第2高收入的女演员，每集片酬高达75万美元。出現超過500集，她的角色奧利維亞班森 (Olivia Benson) 已成為美國電視上連續出現時間最長的角色。2015年後，她已成為《法網遊龍：特案組》的導演和監製之一。
她的好莱坞星光大道星形奖章在她母亲杰恩·曼斯菲尔德的星形奖章旁边。

## 慈善事业
2004年，哈吉塔成为“Joyful Heart Foundation”的创始人，该基金会为遭受性虐待，家庭暴力，虐待儿童的人提供支持。她演《法網遊龍：特案組》的角色奧利維亞班森因帮助受害者而广受欢迎，有很多女性粉丝都是性虐待的受害者。她知道自己必须利用自己的平台去做一些有意义的事情。她现在是一名强奸受害者的认证辅导员。2022年，在苹果电视节目《Gutsy》中, 她向希拉里·克林顿和切尔西·克林顿透露自己也是强奸的受害者。2024年一月，她在《人物周刊》上写了一篇个人文章，当她30多岁的时候，她被一个她曾经认为是朋友的人强奸了。她说近30年后，她仍在康复中，不会让这段经历定义她，并希望其他幸存者能够毫无羞耻地谈论这件事，并将责任完全归咎于肇事者。截至2011年4月，该基金会筹集了2,000万美元，帮助了大约5,000名受害者。

## 個人生活
2004年8月28日，哈吉塔在加州圣巴巴拉與演員彼得·赫曼結婚，她是在《法網遊龍：特案組》場認識的。2006年6月28日，哈吉塔以緊急剖腹產生下了他們的兒子August。3个月后，2006年9月14日，她的父亲因多发性骨髓瘤去世。2011年，他們收養了一名女孩Amaya和一名男孩Andrew。她与女演员希拉里·斯旺克在《急诊室的故事》片场相识后成为好友。斯旺克是她女儿Amaya的教母。2018年，哈吉塔在斯旺克的婚礼上担任伴娘。她是《法網遊龍：特案組》合作者和朋友克里斯托弗·米洛尼的女儿Sophia的教母。
2008年12月，哈吉塔在拍摄《法網遊龍：特案組》特技时摔倒，导致肺萎陷。她于2009年1月接受了手术。2009年3月3日，她因受伤而出现胸痛，再次入院做手术。2021年5月，她在拍摄时膝盖骨折。2021年7月，她在参加《黑寡妇》电影首映式后脚踝骨折，需要接受手术。由于她受伤，《法網遊龍：特案組》第23季的剧本需要更改。2023年5月，她透露自己的伤势完全康复。 2025年，她在一部关于母亲的纪录片《我的妈妈，简》中透露20多岁时发现父亲Mickey并不是她的亲生父亲而是巴西出生的意大利拉斯维加斯艺人Nelson Sardelli。她30岁时第一次见到他，意识到她的母亲在她出生前和Mickey复合，因为他会爱孩子，并给孩子提供一个温暖的家。哈吉塔说道“Mickey Hargitay就是我的爸爸，这不是谎言。”

## 演出作品

### 電視作品
| Year             | Title                        | Role                                    | Notes                                                   |
| ---------------- | ---------------------------- | --------------------------------------- | ------------------------------------------------------- |
| 1986             | 市中心                       | 杰西                                    | 14集                                                    |
| 1988             | 恶夜追缉令                   | 奥迪内                                  |                                                         |
| 1988             | 弗莱迪的恶梦                 | 玛莎                                    |                                                         |
| 1988             | 鹰冠庄园                     | 卡莉                                    | 15集                                                    |
| 1989             | 禁药飞人                     | 丽莎                                    |                                                         |
| 1989             | 护滩使者                     | 丽莎                                    |                                                         |
| 1990             | 特警4587                     | 黛比                                    |                                                         |
| 1990             | 三十而立                     | 考特尼                                  |                                                         |
| 1990             | 布克                         | 米歇尔                                  |                                                         |
| 1990             | 加布里埃尔之火               | 卡门                                    |                                                         |
| 1992             | 神勇搭档                     | 安吉拉                                  | 11集                                                    |
| 1992             | 小道消息                     | 凯蒂                                    |                                                         |
| 1993             | 宾馆客房                     | 黛安                                    |                                                         |
| 1993             | 迷情交叉点                   | 梅兰妮                                  |                                                         |
| 1993             | 基韦斯特                     | 劳雷尔                                  |                                                         |
| 1993             | 宋飞传                       | 梅丽莎                                  |                                                         |
| 1994             | 赌徒V                        | 埃塔                                    |                                                         |
| 1995             | 全美国女孩                   | 简                                      |                                                         |
| 1995             | 爱情不能匆匆                 | 滴滴                                    | 19集                                                    |
| 1996             | 艾伦和她的朋友们             | 达拉                                    |                                                         |
| 1996             | 单身汉                       | Kate Conklin/The Mounted Cop            | 3集                                                     |
| 1997             | Night Sins                   | Paige Price                             |                                                         |
| 1997             | 王子街                       | 侦探妮娜·埃切维里亚                     | 6集                                                     |
| 1997             | Cracker                      | 侦探佩妮·哈特菲尔德                     |                                                         |
| 1997             | 律师的魔鬼                   | Rendi                                   |                                                         |
| 1997–98          | 急诊室的故事                 | 辛西娅                                  | 13集                                                    |
| 1999             | Love, American Style         | Wendy                                   |                                                         |
| 1999年至今–      | 法律與秩序：特殊受害者       | 警探 / 警司 / 警督 / 警监 奧利維亞·班森 | 25季 540集 监制 (第15季-至今) 導演 (第15季-第24季; 8集) |
| 2000, 2005, 2022 | 法律與秩序                   | 警探 / 警监 奧利維亞·班森               | 特別客串 5集                                            |
| 2004             | 简单的事实                   | 艾莉                                    |                                                         |
| 2005             | 法网游龙：陪审团             | 警探 奧利維亞·班森                      | 特别客串                                                |
| 2010             | 凯西·格里芬：我的“D名单”生活 | 自己                                    |                                                         |
| 2011             | 赤脚伯爵夫人                 | 自己                                    |                                                         |
| 2014–16          | 芝加哥警署                   | 警司 奧利維亞·班森                      | 特别客串                                                |
| 2015             | 芝加哥烈焰                   | 警司 奧利維亞·班森                      | 特别客串                                                |
| 2019             | 週六夜現場                   | 警督 奧利維亞·班森                      | 客串                                                    |
| 2021年至今–      | 法网游龙：组织犯罪           | 警监 奧利維亞·班森                      | 特別客串                                                |
| 2022             | 勇敢                         | 客串                                    | 纪录电视节目                                            |

### 電影作品
| Year | Title          | Role        | Notes                  |
| ---- | -------------- | ----------- | ---------------------- |
| 1985 | 食尸鬼         | 唐娜        |                        |
| 1986 | 欢迎来到18     | 乔伊        |                        |
| 1987 | 运动员         | 妮可        |                        |
| 1988 | 宇宙先生       | 自己        |                        |
| 1991 | 艰难时期的浪漫 | 安妮塔      |                        |
| 1991 | 热血悍将       | 詹妮弗      |                        |
| 1991 | 草莓之路       | 吉尔        |                        |
| 1993 | 坏比利         | 玛丽莎·班瓦 |                        |
| 1995 | 离开拉斯维加斯 | 酒吧妓女    |                        |
| 1999 | 普莱西德湖     | 米拉        |                        |
| 2001 | 香水           | 达西        | (as Marishka Hargitay) |
| 2006 | 地海傳說       | Tenar       | 配音                   |
| 2008 | 爱情导师       | 自己        | 客串                   |
| 2017 | 我是证据       | 自己        | 纪录片 监制            |
| 2025 | 我的妈妈，简   | 自己        | 纪录片 导演            |

### 游戏
| Year | Title          | Voice role      | Refs.  |
| ---- | -------------- | --------------- | ------ |
| 2005 | 真实犯罪：纽约 | Lt. Deena Dixon | [ 13 ] |

### MV
| Year | 歌手            | 歌曲         |
| ---- | --------------- | ------------ |
| 1984 | 罗尼·米尔萨普   | 她喜欢我的车 |
| 2015 | 泰勒·斯威夫特   | 敌对         |
| 2021 | 格蕾丝·高斯塔德 | 93天         |
| 2022 | 格蕾丝·高斯塔德 | 消失         |
| 2022 | 格蕾丝·高斯塔德 | 云           |

## 主要獎項

### 金球獎
- 2005：最佳女主角：戏剧类
- 2009：提名—最佳女主角：戏剧类

### 黃金時段艾美獎
- 2006：最佳戏剧类影集女主角
- 2004：提名—最佳戏剧类影集女主角
- 2005：提名—最佳戏剧类影集女主角
- 2007：提名—最佳戏剧类影集女主角
- 2008：提名—最佳戏剧类影集女主角
- 2009：提名—最佳戏剧类影集女主角
- 2010：提名—最佳戏剧类影集女主角
- 2011：提名—最佳戏剧类影集女主角

### 美國演員工會獎
- 2004：提名—剧情类影集最佳女演员
- 2006：提名—剧情类影集最佳女演员
- 2007：提名—剧情类影集最佳女演员
- 2008：提名—剧情类影集最佳女演员
- 2009：提名—剧情类影集最佳女演员
- 2010：提名—剧情类影集最佳女演员
- 2011：提名—剧情类影集最佳女演员

### 卫星奖
- 2000：提名—最佳女演员-电视剧

### 人民选择奖
- 2018：最喜爱戏剧电视明星
- 2022：最喜爱戏剧电视明星
- 2009：提名—最喜爱女电视明星
- 2010：提名—最喜爱电视剧女演员
- 2011：提名—最喜爱电视犯罪角色
- 2014：提名—最喜爱剧情类最佳女主角
- 2015：提名—最喜爱犯罪电视剧女演员
- 2016：提名—最喜爱犯罪电视剧女演员
- 2017：提名—最喜爱犯罪电视剧女演员
- 2020：提名—最喜爱女电视明星
- 2020：提名—最喜爱戏剧电视明星
- 2021：提名—最喜爱女电视明星
- 2021：提名—最喜爱戏剧电视明星
- 2022：提名—最喜爱女电视明星
- 2023：提名—最喜爱女电视明星
- 2023：提名—最喜爱戏剧电视明星